# Elisabeth Louise av Brandenburg-Schwedt
Elisabeth Louise av Brandenburg-Schwedt, 1738, död 1820, preussisk prinsessa; gift 1755 med prins August Ferdinand av Preussen. Hon beskrevs allmänt som trevlig, kvick och snäll. Hennes dotter Louise, som föddes 1770, ska ha haft greve von Schmettau som far. 
Hedvig Elisabet Charlotta av Holstein-Gottorp beskriver henne under ett besök 1799 som en högfärdig före detta skönhet med god konversationsförmåga och självförtroende, som försökte imponera på sina gäster och göra dem förlägna. År 1813 beskrivs hon som skrämmande stel, otrevlig och formell.

## Barn
- Fredrika Elisabeth Dorotea (1761–1773)
- Fredrik Henrik Emil (1769–1773)
- Louise av Preussen (1770–1836), gift med prins Antoni Radziwill
- Fredrik Christian Henrik (1771–1790)
- Fredrik Ludvig av Preussen (1772–1806)
- Fredrik Paul Henrik (f. och d. 1776)
- August av Preussen (1779–1843)